# Apprendre (film)
Pour plus de détails, voir Fiche technique et Distribution.

Apprendre est un film documentaire français réalisé par Claire Simon et sorti en 2024.

## Fiche technique
- Titre : Apprendre
- Réalisation : Claire Simon
- Photographie : Claire Simon
- Son : Nathalie Vidal
- Montage : Luc Forveille
- Production : Les Films Hatari
- Pays de production :  France
- Genre : documentaire
- Durée :105 minutes
- Dates de sortie : France - mai 2024 (Festival de Cannes)[1] ; 29 janvier 2025 (sortie en salles)